# Slittamento basale
Lo slittamento o scivolamento  o movimento o scorrimento basale è l'azione di un ghiacciaio che scivola sul suo letto a causa dell'acqua di fusione situata sotto il ghiaccio che agisce da lubrificante. Questo movimento dipende moltissimo dalla temperatura del luogo, dalla pendenza del ghiacciaio, dalla dimensione dei sedimenti del suo letto, dalla quantità di acqua di fusione e dalla dimensione del ghiacciaio. 
Il movimento che si verifica in questi ghiacciai è discontinuo dove anche un evento sismico, specialmente alla loro base, può causare scorrimento. Si è scoperto che la maggior parte del movimento è causato dall'acqua di fusione sotto pressione o da piccolissimi sedimenti saturi d'acqua che si trovano sotto il ghiacciaio, che gli forniscono una superficie molto più levigata su cui muoversi, contrariamente a una superficie dura che tenderebbe a rallentarne la velocità. Sebbene l'acqua di fusione sia la fonte più comune per lo scorrimento basale, è stato dimostrato che i sedimenti saturi d'acqua possono contribuirvi fino al 90%.
La maggior parte dell'attività di scivolamento basale osservata è all'interno di ghiacciai sottili che si trovano su un pendio ripido, e ciò succede maggiormente durante le stagioni estive quando il sole scioglie parte del ghiacciaio esposto. I fattori che possono rallentare o fermare lo slittamento basale hanno a che fare con la composizione del ghiacciaio e anche con l'ambiente circostante. Il movimento del ghiacciaio è ostacolato dai detriti, che si trovano sia all'interno che sotto il ghiacciaio. Questo può influenzare la quantità di movimento con una percentuale elevata, specialmente se il pendio su cui giace il ghiacciaio è basso. La contrazione causata da questi sedimenti può fermare il movimento costante del ghiacciaio se questo interferisce con gli stessi sedimenti di fondo o con l'acqua che ne agevola il loro trasporto.

## Fonti
- (EN)  Easterbrook, D. J. 1999. “Surface Processes and Landforms,” 2nd ed. Prentice-Hall, Inc. p. 297-300.